# 佐洛图希诺 (库尔斯克州)
佐洛图希诺（羅馬化：Zolotukhino）是俄罗斯库尔斯克州的市级镇、佐洛图希诺区行政中心，位于第聂伯河流域内图斯卡里河一支流斯诺瓦河（Снова）河畔，地处库尔斯克州北部，在州府库尔斯克东北方。镇内设有同名铁路车站。
原为村庄，1967年改设市级镇。该地2021年人口有4,175人；2010年人口4,702；2002年人口4,999；1989年人口5,447。